# Хиршберг, Чарльз
Чарльз «Чак» Хиршберг — американский журналист, редактор и писатель.

## Творчество
Пишет статьи для больших изданий, в частности, Time, Sports Illustrated, Life, Los Angeles Times, Washington Post, Men’s Health.
По состоянию на 2002 год был редактором крупного журнала Popular Science.

## Книги
- Автор книги «Will you miss me when I’m gone?: the Carter Family and their legacy in American music». Его соавтором был Марк Цвонишер.
- Книга об истории спортивной тележурналистики ESPN 25.

## Семейные связи
Чарльз — сын Джоан Фейнман от первого брака. Знаменитой матери он посвятил статью My Mother, the Scientist («Моя мама, учёный»). Также Хиршберг — племянник Ричарда Фейнмана, нобелевского лауреата.